# ТЕС Ешколь
ТЕС Ешколь(івр. תחנת הכוח אשכול) – теплова електростанція у центральній частині Ізраїлю, у портово-промисловій зоні Ашдоду. В 2000-х роках доповнена енергоблоками, котрі використовують технологію комбінованого парогазового циклу.
У 1958 році на майданчику ТЕС була введена в експлуатацію перша черга («станція А»), котра складалась із трьох конденсаційних блоків із паровими турбінами потужністю 50 МВт (дві) та 45 МВт (одна). У 1963-му стала до ладу «станція В» із одним блоком потужністю 150 МВт. А в 1975 та 1977 – 1978 роках запустили однотипні «станцію С» та «станцію D», кожна з яких складалась із двох енергоблоків одиничною потужністю по 228 МВт (блоки 5 – 8). Як паливо конденсаційні блоки споживали нафту, проте у 2004-му їм також надали можливість використовувати природний газ – саме в тому році почалась розробка першого ізраїльського офшорного родовища Марі-B, з’єднаного з Ашдодом підводним трубопроводом (з 2013-го по ньому ж почали подавати і продукцію великого родовища Тамар).
У 2003-му на майданчику стала до ладу газова турбіна потужністю 250 МВт, котру позначили як блок 1 (конденсаційні блоки 1 – 4 черг А та В наразі виведені з експлуатації). А в 2005-му додатково змонтували парову турбіну, котра через котел-утилізатор отримує живлення від газової турбіни блоку 1, утворюючи разом з нею енергоефективний комбінований парогазовий цикл з номінальною потужністю 377 МВт.
В 2010-му стала до ладу ще одна газова турбіна потужністю 260 МВт (блок 3), котра так само працювала кілька років у відкритому циклі. У 2014-му вона стала частиною ще одного парогазового циклу, в якому також працює парова турбіна з показником 138 МВт (блок 4).
Для охолодження використовується морська вода.